# Karl Friedrich Maier
 Karl Friedrich Maier  (* 21. Mai 1905 in Schramberg, Baden-Württemberg; † 18. April 1993 ebenda) war ein deutscher Wirtschaftswissenschaftler.

## Leben
Maier studierte in Freiburg im Breisgau Nationalökonomie. Er promovierte daselbst 1935. Sein Spezialgebiet war die Geld- und Währungspolitik.
Maier war Schüler von Walter Eucken und wurde dadurch Mitglied der Freiburger Schule der Nationalökonomie. Nach Euckens Tod 1950 begründete er 1954 das Walter-Eucken-Institut, Freiburg im Breisgau, mit.

## Publikationen von Karl Friedrich Maier
- Die Goldpolitik der Bank von Frankreich 1928 bis 1930. Freiburg i. Br. 1935, Hochschulschrift: Freiburg i. Br., Univ., Diss., 1935. 89 S.
- Mikro-ökonomische Ableitung des Zinses. In: Ordo: Jahrbuch für die Ordnung von Wirtschaft und Gesellschaft. Bd. 19 (1968), S. 29–62.
- Transaktionskosten im neoklassischen System des allgemeinen Gleichgewichts. In: Ordo: Jahrbuch für die Ordnung von Wirtschaft und Gesellschaft. 40 (1989), S. 147–159.

## Publikationen über Karl Friedrich Maier
- Veit, Reinhold: Karl Friedrich Maier als Mikro-Ökonom : zu seinem 75. Geburtstag. In: Ordo: Jahrbuch für die Ordnung von Wirtschaft und Gesellschaft. Bd. 31 (1980), S. 229–234.

| Personendaten    | Personendaten                        |
| ---------------- | ------------------------------------ |
| NAME             | Maier, Karl Friedrich                |
| KURZBESCHREIBUNG | deutscher Wirtschaftswissenschaftler |
| GEBURTSDATUM     | 21. Mai 1905                         |
| GEBURTSORT       | Schramberg, Baden-Württemberg        |
| STERBEDATUM      | 18. April 1993                       |
| STERBEORT        | Schramberg, Baden-Württemberg        |